# Konrad III. (Schlesien)
Konrad III. von Schlesien (auch Konrad II. von Glogau; Konrad „Köberlein“, polnisch Konrad II Garbaty * zwischen 1260 und 1265; † 11. Oktober 1304) war Herzog von Schlesien und 1274–1304 Herzog von Sagan. Als Dompropst von Breslau war er erwählter Patriarch von Aquileia.

## Leben

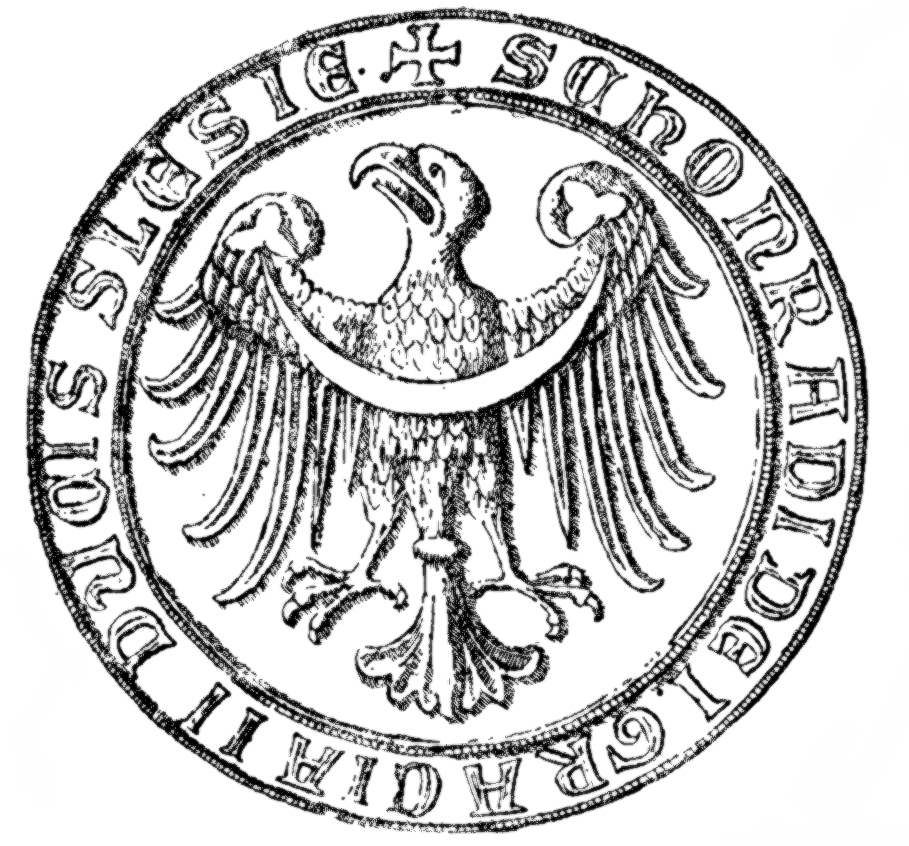
Konrads Wappen

Konrad entstammte der Linie der Schlesischen Piasten. Er ist der zweitgeborene Sohn des Herzog Konrad II. von Glogau. Von seinen Geschwistern erlebten das Erwachsenenalter:
- Heinrich III. († 1309), 1274–1309 Herzog von Glogau
- Primislaus/Premko I. († 1289), Herzog von Sprottau und Steinau
- Anna († 26. Juni 1271), ⚭ am 24. August 1260 in Heidelberg Ludwig II. „den Strengen“, Pfalzgraf bei Rhein und Herzog zu Bayern
- Euphemia († vor 29. Mai 1275), ⚭ Albert I. von Görz und Tirol
- Hedwig, Nonne in Breslau

Konrad soll urkundlich erstmals 1267 anlässlich der Heiligsprechung seiner Urgroßmutter Hedwig von Andechs erwähnt worden sein. Nach dem Tod seines Vaters Konrad II. († 1273/74), dem Begründer des Herzogtums Glogau, wurde dessen Gebiet geteilt. Der älteste Sohn Heinrich setzte die Glogauer Herzogslinie fort, während der zweitgeborene Konrad nunmehr als „Herzog von Sagan“ aufscheint. Er wurde von seinen Eltern für den geistlichen Stand bestimmt. Nach dem Studium in Bologna wurde er 1281 Dompropst von Breslau, wobei er von Bischof Thomas II. unterstützt wurde. Nach dessen Tod 1292 wählte ein Teil der Domkapitulare Konrad „Köberlein“ zu dessen Nachfolger. Wegen eines ungewöhnlichen Wahlverfahrens konnte er sich jedoch nicht gegen den ebenfalls kandidierenden Johann III. Romka durchsetzen. Da sich Konrads älterer Bruder Heinrich Hoffnungen machte, nach der Wahl Konrads zum Bischof von Breslau an dessen Teilgebiet zu gelangen, eröffnete er gegen den gewählten Johann Romka Feindseligkeiten, als deren Folge er (Heinrich) von Romka gebannt wurde.
1299 wurde Konrad zum Patriarchen von Aquileia erwählt, jedoch versagte Papst Bonifaz VIII. die hierzu erforderliche Zustimmung. Kurz vor seinem Tod vermachte Konrad am 7. September 1304 testamentarisch das Saganer Gebiet seinem Bruder Heinrich. Sein Leichnam wurde im Zisterzienserkloster Leubus beigesetzt.